# 天荒坪抽水蓄能电站
天荒坪抽水蓄能电站位于中国浙江省安吉县，西苕溪支流的大溪河上，是日调节的纯抽水蓄能电站，电站总投资为71.18亿元人民币，总装机容量达180万KW（6台30万KW机组），装机容量亚洲第一、世界第二。设计年年抽水量42.86亿千瓦时，发电量31.60亿千瓦时。山顶的蓄水水库被称为江南天池，可供游人参观，2023年6月29日公布为浙江省文物保护单位。
將日間多餘電量把水抽往山頂的上池儲存成位能，夜間電力不足時放水下衝帶動發電機，增加電網輸出。由於當地地名天荒坪，取天荒地老之意，在上池區有天荒碑和地老碑，以及愛的城堡等觀光設施，作為情侶旅遊和婚紗拍攝的觀光勝地，周邊更陸續開設大飯店和滑雪村等景點。

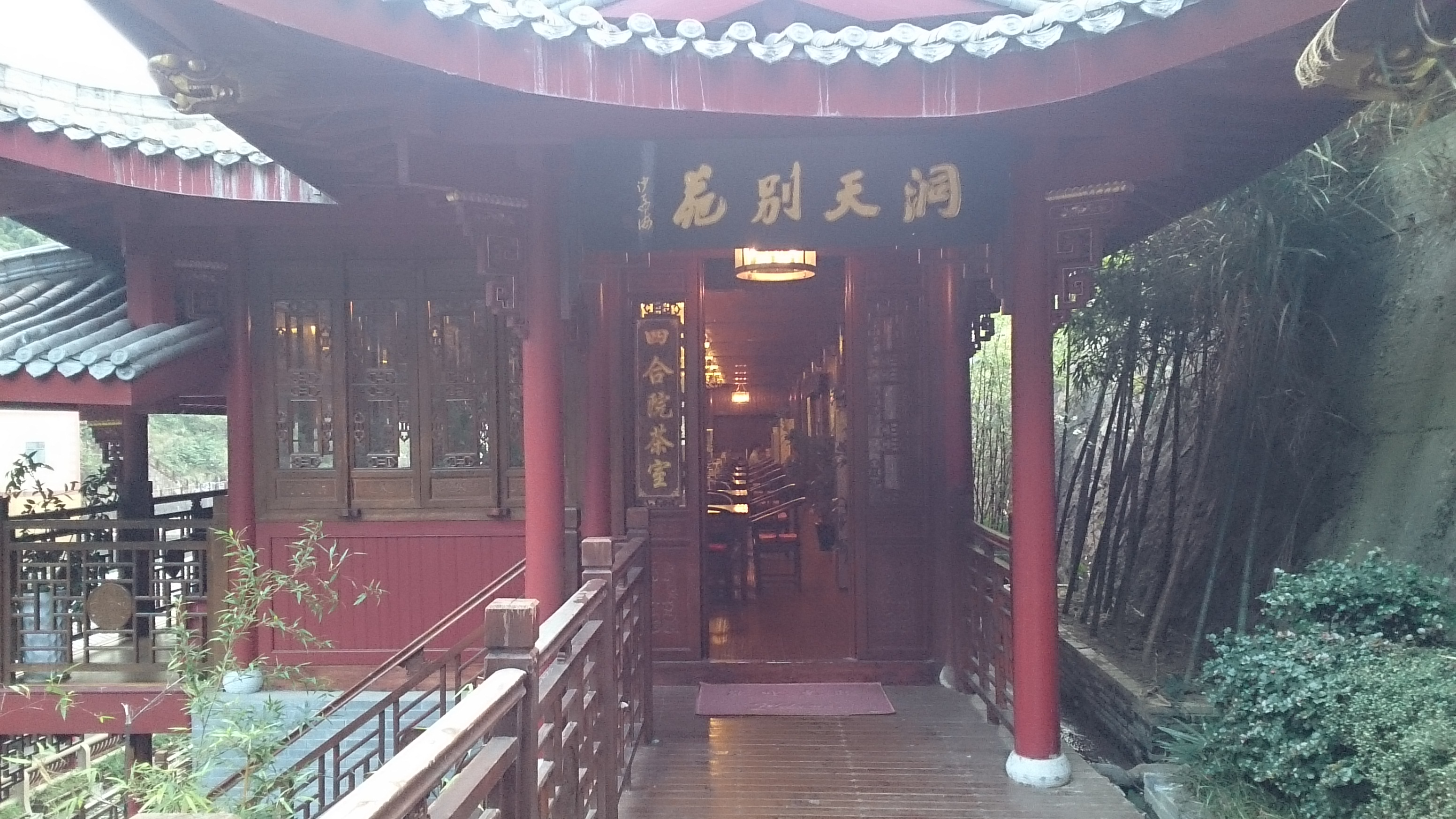
天荒坪電站附設洞天茶館